# Franz August Stocker

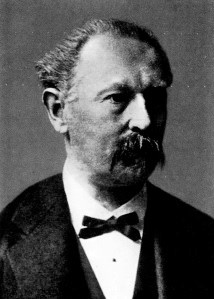
Franz August Stocker

Franz August Stocker (* 21. März 1833 in Frick; † 19. Oktober 1892 in Basel) war ein Schweizer Journalist, Schriftsteller, Verleger und Politiker.

## Leben
Stocker wuchs in Frick als Sohn des Gastwirts und Posthalters Franz Xaver Stocker auf und absolvierte seine Schulausbildung in Rheinfelden und Aarau, wo er zwei Jahre die Alte Kantonsschule Aarau besuchte und anschliessend einige Zeit in der Romandie verbrachte. Nach dem Tod des Vaters brach er seine Ausbildung ab und wurde vom schweizerischen Bundesrat am 25. Januar 1856 zum Posthalter in Frick gewählt. Bis 1861 übte er diese Funktion weiter aus. Nachdem er 1872 Redakteur der Basler Nachrichten geworden war, zog er nach Basel, wo er Anna Maria Kay heiratete und Basler Bürger wurde.

### Journalist, Verleger, Schriftsteller
1855 gründete er die kurzlebige Schweizerische Postzeitschrift und 1859 die damalige Neue Frickthaler Zeitung Anfang der 1860er Jahre wurde er Redakteur der 1804 von Heinrich Zschokke gegründeten liberalen Volkszeitung Der Schweizerbote. Er schätzte Zschokke, was sich auch darin ausdrückte, dass Stocker als Pseudonym den Namen einer Person in Zschokkes Novelle Der Freihof von Aarau Jörg von End wählte.
1863 begann er in seiner „F.A. Stocker'schen Verlagshandlung“ in Frick mit der Herausgabe der Reihe Bibliothek vaterländischer Schauspiele, zu der er auch selbst einige Volksstücke schrieb oder überarbeitete. Später wurde die Reihe vom Verlag Sauerländer weitergeführt.
1884 begründete er die Zeitschrift Vom Jura zum Schwarzwald, deren Bände in Quartalslieferungen herausgegeben wurden. Bis zu seinem Tode (1892) erschienen neun Jahresbände, für die er zahlreiche Beiträge, unter anderem einen langen Nachruf auf den Bildhauer Ferdinand Schlöth, schrieb.
1871 wurde er Mitarbeiter bei den Basler Nachrichten und im Folgejahr übernahm er diese Zeitung zusammen mit Gottfried Wackernagel, Emil Frey und Benno Schwabe. Auch als 1884 Wackernagel die Zeitung in seinen alleinigen Besitz überführte, blieb Stocker weiterhin Redakteur bis zu seinem Tod.
1890 erschien Stockers Buch „Das Volkstheater in der Schweiz“, das in der Folge noch mehrere Auflagen erlebte und im Zusammenhang mit seiner Tätigkeit für die Schweizerische Gemeinnützige Gesellschaft stand. Im selben Jahr publizierte er auch den Band Basler Stadtbilder. Alte Häuser und Geschlechter. Zwei Jahre später wurde im deutschen Waldshut seine Erzählung „Die Salpeterer. Historische Erzählung aus dem südöstlichen Schwarzwalde“ gedruckt.

### Der Freisinnige
1860 wurde er erstmals in den aargauischen Grossen Rat gewählt, wurde aber wieder abberufen. 1864 wurde er erneut gewählt und verblieb bis 1870 im Aargauer Parlament. Während des schweizerischen Kulturkampfes (in den 1870er-Jahren) stand er auf der liberalen katholischen Seite und wirkte bei der Gründung der Christkatholischen Kirche Basel mit. Von 1875 bis 1892 war er Mitglied des Grossen Rates von Basel, wo er zu den radikalen Freisinnigen um Emil Frey gehörte. Im Grossen Rat wirkte er auch als Mitglied der Theaterkommission.